# René Troël
Pour les articles homonymes, voir Troël.
René Troël, né le 4 octobre 1923 à Saint-Pierre-Quilbignon (aujourd'hui incorporé à Brest), mort le 7 décembre 1977 à Brest, est un combattant des Forces françaises libres pendant la Seconde Guerre mondiale.
Engagé dans la France libre dès le 1er juillet 1940 à seize ans et demi, il participe notamment à la campagne de Libye, à la bataille de Normandie avec la 2e DB, à la libération de Paris, à la bataille des Vosges, à la libération de Strasbourg, à la campagne d'Alsace, à la prise de Berchtesgaden. Il est Compagnon de la Libération.

## Biographie
René Charles François Troël naît à Saint-Pierre-Quilbignon le 4 octobre 1923. Il est le fils d'un cordonnier. Après son brevet élémentaire, il devient apprenti à l'artillerie navale.
Pendant la Seconde Guerre mondiale, René Troël entend l'appel du général de Gaulle le 18 juin à la radio, et passe en Angleterre sur un navire évacuant des militaires français revenant de la bataille de Narvik ; il s'engage le 1er juillet 1940 à seize ans et demi dans les Forces françaises libres. Il est alors le plus jeune des futurs compagnon de la Libération bretons.
Affecté au camp de Camberley, il y effectue son instruction militaire. Mais il est trop jeune pour combattre et doit attendre un an avant de recevoir une affectation opérationnelle.
Troël embarque en août 1941 pour l'Afrique française libre, et parvient le 2 octobre à Pointe-Noire. Emmené au Tchad en bateau, il rejoint Fort-Archambault et y est incorporé au régiment de tirailleurs sénégalais du Tchad, avec lequel il passe à Fort-Lamy.
Désigné pour combattre en Syrie, il arrive le 12 janvier 1942 à Damas où il intègre le 1er groupe de reconnaissance de corps d'armée (GRCA) qui va devenir le 1er régiment de marche de spahis marocains (1er RMSM).
Troël prend part à la campagne de Libye et participe ensuite à la campagne de Tunisie où il se fait remarquer au combat du 6 mars 1943, et sauve le lendemain la vie de son chef en le sortant d'un véhicule atteint par une mine,. Il est ensuite au Maroc, puis en Tripolitaine où il est nommé brigadier, puis de nouveau au Maroc où son unité devient l'unité de reconnaissance de la 2e division blindée (2e DB) du général Leclerc.
Devenu maréchal des logis, Troël part pour l'Angleterre avec la 2e DB, puis débarque en Normandie le 1er août 1944. Il participe à la bataille de Normandie, est le premier dans Écouché avec son automitrailleuse, et y forme une tête de pont,. Dans l'avancée sur Paris, il détruit de nombreux engins ennemis, jusqu'à ce que le sien le soit aussi, lors d'une reconnaissance.
Il participe à la libération de Paris puis à la bataille des Vosges où il « fait des ravages » et détruit trois canons anti-chars les 12 et 13 septembre 1944. Il participe ensuite à la libération de Strasbourg et à la bataille d'Alsace, et est créé Compagnon de la Libération par décret du 24 mars 1945,.
Il pénètre en Allemagne le 30 avril 1945, et prend part à la prise de Berchtesgaden. Fin mai, il revient en France, où il est démobilisé en juillet.
Après la guerre, il travaille au sein de l'entreprise Shell.
René Troël meurt le 7 décembre 1977 à Brest.

## Décorations
- Chevalier de la Légion d'honneur
- Compagnon de la Libération par décret du 24 mars 1945[7]
- Médaille militaire
- Croix de guerre 1939–1945 avec cinq citations
- Croix du combattant volontaire de la guerre de 1939–1945
- Médaille coloniale  avec agrafes « Libye », « Tunisie »
- Presidential Unit Citation (États-Unis).